# Jonathan Medina
Jonathan Benito Medina Angulo (Yanahuara, Provincia de Arequipa, Perú, 29 de abril de 1993) es un futbolista peruano. Juega como guardameta y su equipo actual es FC Cajamarca de la Liga 2 de Perú.

## Trayectoria
Comenzó su carrera el 2013 en F. B. C. Melgar. En dicho club debuta hasta el año 2015 donde se corona campeón de la Primera División Peruana.
También en el 2015 formó parte de la selección peruana sub-22 que disputó los Juegos Panamericanos en Toronto al mando del profesor Víctor Rivera, donde atajó un partido en la derrota 2-1 ante Panamá.
Para la temporada 2019 se convierte en flamante refuerzo del Sport Boys para disputar la Liga 1.
En el 2022 fichó por el Alianza Lima por una temporada para encarar la Liga 1 y la Copa Libertadores 2022.

## Clubes
| Club                | País | Año       |
| ------------------- | ---- | --------- |
| F. B. C. Melgar     | Perú | 2013-2016 |
| Real Garcilaso      | Perú | 2017-2018 |
| Comerciantes Unidos | Perú | 2018      |
| Sport Boys          | Perú | 2019-2021 |
| Alianza Lima        | Perú | 2022      |
| UTC de Cajamarca    | Perú | 2023-2024 |
| FC Cajamarca        | Perú | 2025 -    |

## Palmarés

### Torneos cortos
| Título          | Club            | País | Año  |
| --------------- | --------------- | ---- | ---- |
| Torneo Clausura | F. B. C. Melgar | Perú | 2015 |
| Torneo Clausura | Alianza Lima    | Perú | 2022 |

### Torneos nacionales
| Título | Club            | País | Año  |
| ------ | --------------- | ---- | ---- |
| Liga 1 | F. B. C. Melgar | Perú | 2015 |
| Liga 1 | Alianza Lima    | Perú | 2022 |

### Distinciones individuales
| Distinción                                           | Año  |
| ---------------------------------------------------- | ---- |
| Nominado a arquero del año en la Liga 1 según la FPF | 2019 |